# Кравков, Евдоким Михайлович
Евдоким Михайлович Кравков (1744 — после 1796) — российский морской офицер, старовер, заключенный в тюрьму за свои религиозные убеждения.

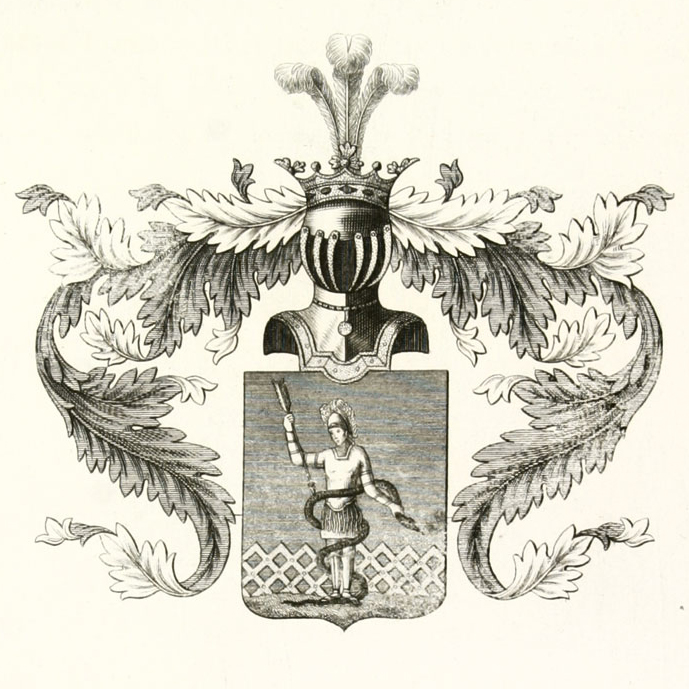
Древний герб рода Кравковых.

Дворянин Евдоким Михайлович Кравков (1744 — после 1796) — морской офицер, участник войн с турками, участник первой архипелагской экспедиции русского флота (в Эгейском море), Хиосского сражения 24 июня [5 июля] и Чесменского сражения 24-26 июня [5-7 июля] 1770 г. в должности лейтенанта на 66-пушечным линейном корабле «Св. Иануарий» («Св. Януарий»).

## Биография
Сын дворянина Владимирской губернии. В 1760 показал 2 души в Муромском уезде. Учился в Морском кадетском корпусе с 1761 г., в 1761 в 3-м классе, в арифметике. Гардемарин (1764). В 1768 выпущен мичманом. Командуя палубным ботом корабля «Св. Иануарий», плавал от Ревеля до Готланда и за постановку бота на мель и разбитие его разжалован в матросы на один месяц (1768). Лейтенант (1770).
В продолжении своей военно-морской службы, Кравков участвовал в 13 кампаниях, между прочим в Первой Архипелагской экспедиции, и бывал в Копенгагене, Портсмуте, других английских портах, и в Ливорно.
«Первая Архипелагская Экспедиция» русского флота

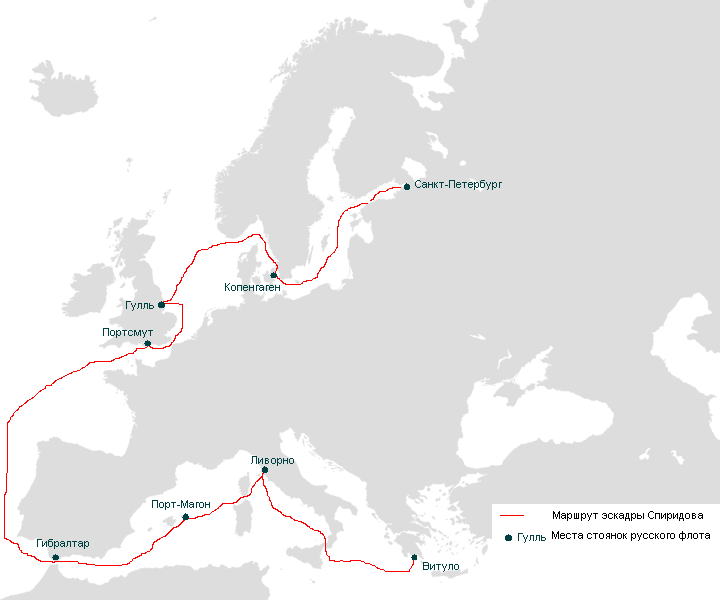
Маршрут эскадры адмирала Спиридова (Первой Архипелагской экспедиции) из Кронштадта в Эгейское море в июне 1769 — марте 1770 года (в том числе «Св. Иануарий» на котором служил Е. М. Кравков).

Лейтенант Е. М. Кравков, скорее всего на корабле «Святой Иануарий», принимал участие в русско-турецкой войне 1768—1774 годов. В 1769 году корабль был включён в состав Первой Архипелагской эскадры контр-адмирала Г. А. Спиридова, которая 26 июля(6 августа) вышла из Кронштадта и, пройдя по маршруту Копенгаген — Гулль — Ла-Манш — мыс Сент-Винсент — Гибралтар — Порт-Магон — Мальта, 18 февраля (1 марта) 1770 года пришла в Витуло, на полуострове Мани, южной части Мореи (Пелопоннес, Греция).

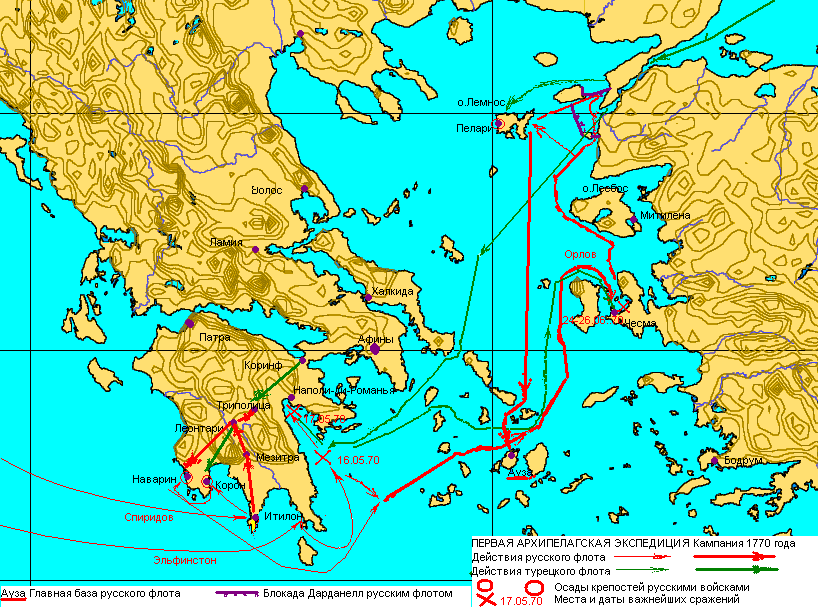
Действия русской экспедиции в Архипелаге в 1770 г.

С 1 (12) по 3 (14) марта «Святой Иануарий»принимал участие в высадке десанта и обстреле крепости Корон. С 30 марта(10 апреля) по 10 (21) апреля корабль находился во главе отряда, который вёл боевые действия в районе крепости Наварин, в том числе бомбардировку береговых укреплений и высадку десантов, а после капитуляции крепости вошёл в Наваринскую бухту, куда подошли и остальные корабли первой Архипелагской эскадры. 17 (27) мая эскадра вышла в Колокинвский залив и, соединившись 22 мая (2 июня) у острова Цериго со второй Архипелагской эскадрой, в составе объединённого флота ушла на поиск неприятельских судов. 24 июня (5 июля) 1770 года во время Хиосского сражения находился в составе кордебаталии. С июля по ноябрь того же года корабль находился в составе эскадры, крейсировавшей северной части Архипелага, в том числе 23 июля (3 августа) принимал участие в бомбардировке крепости Пелари на Лемносе, а 4 (15) декабря прибыл в порт Аузу (ныне Наусса), на острове Парос.
Осада и взятие Наварина

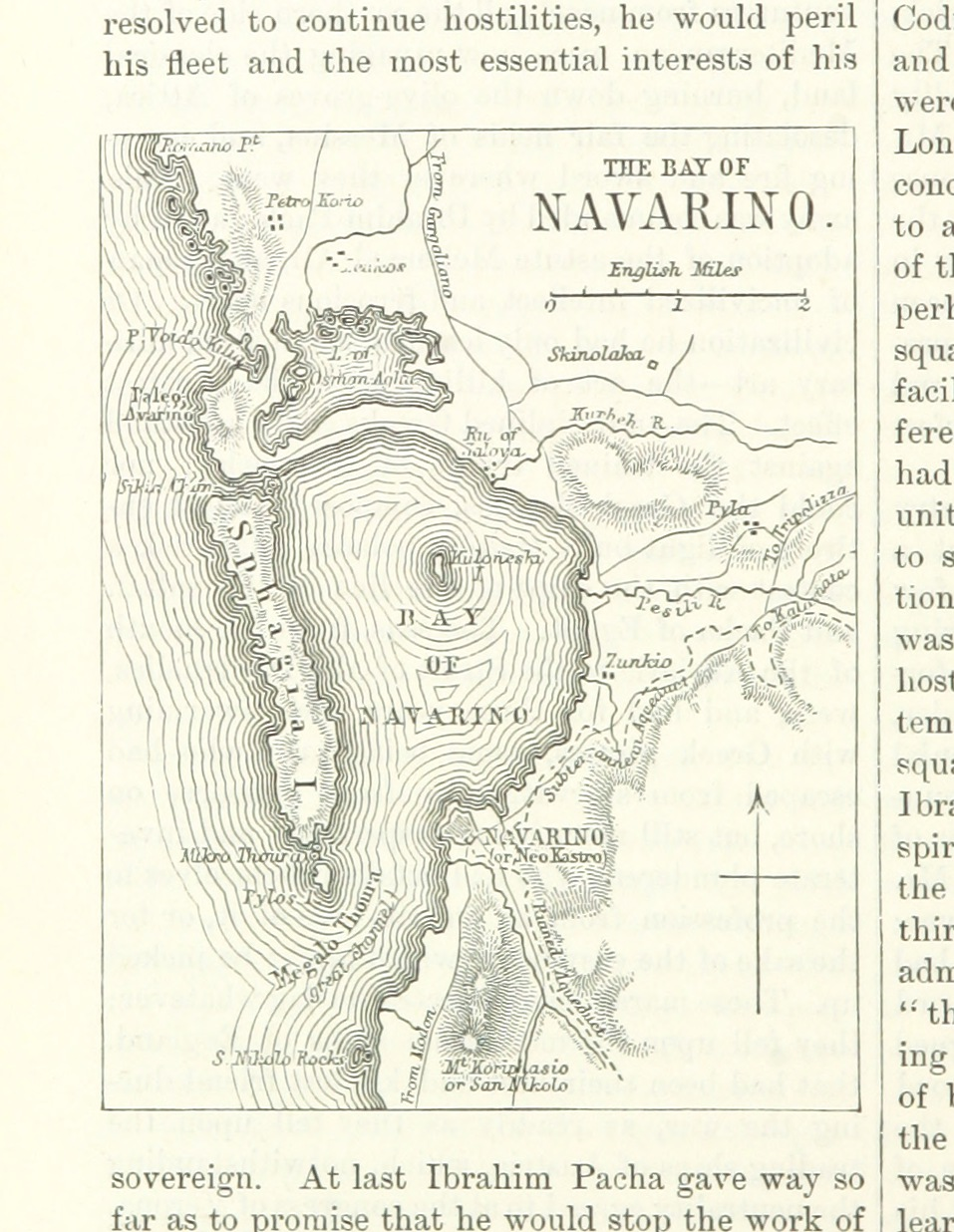
Наваринский залив. Указано расположение замка «Неокастро», захваченного русскими войсками.

Весной 1770 г. в ходе архипелагской экспедиции, Евдоким Михайлович участвовал в осаде турецкой крепости Наварин — нынешний Пилос, на полуострове Пелопоннес, в Греции. Два линейных корабля («Святой Иануарий», «Трёх святителей») и фрегат («Святой Николай») под общим командованием И. А. Ганнибала (брата деда Пушкина) осадили Наварин. Действия против Наварина начались 30 марта (9 апреля), 10 (21) апреля русские заняли Наварин.
Чесменское Сражение
В качестве лейтенанта на линейном корабле «Св. Иануарий» (66-ти пушечный, командир капитан 1-го ранга Борисов Иван Антонович), Евдоким Михайлович участвовал в Хиосском и Чесменском сражениях (24 −26 июня [5 −7 июля] 1770 года) — между российским флотом Первой Архипелагской экспедиции и османским флотом во время русско-турецкой войны 1768—1774 годов.
В ходе сражения, русский флот, выстроен в линию баталии, сблизился c турецким флотом, который был больше чем в два раза сильнее русского, и победил его, заставив отойти из Хиосского пролива в Чесменскую бухту. Там, через два дня, 26 июня (7 июля), турецкий флот был полностью уничтожен.

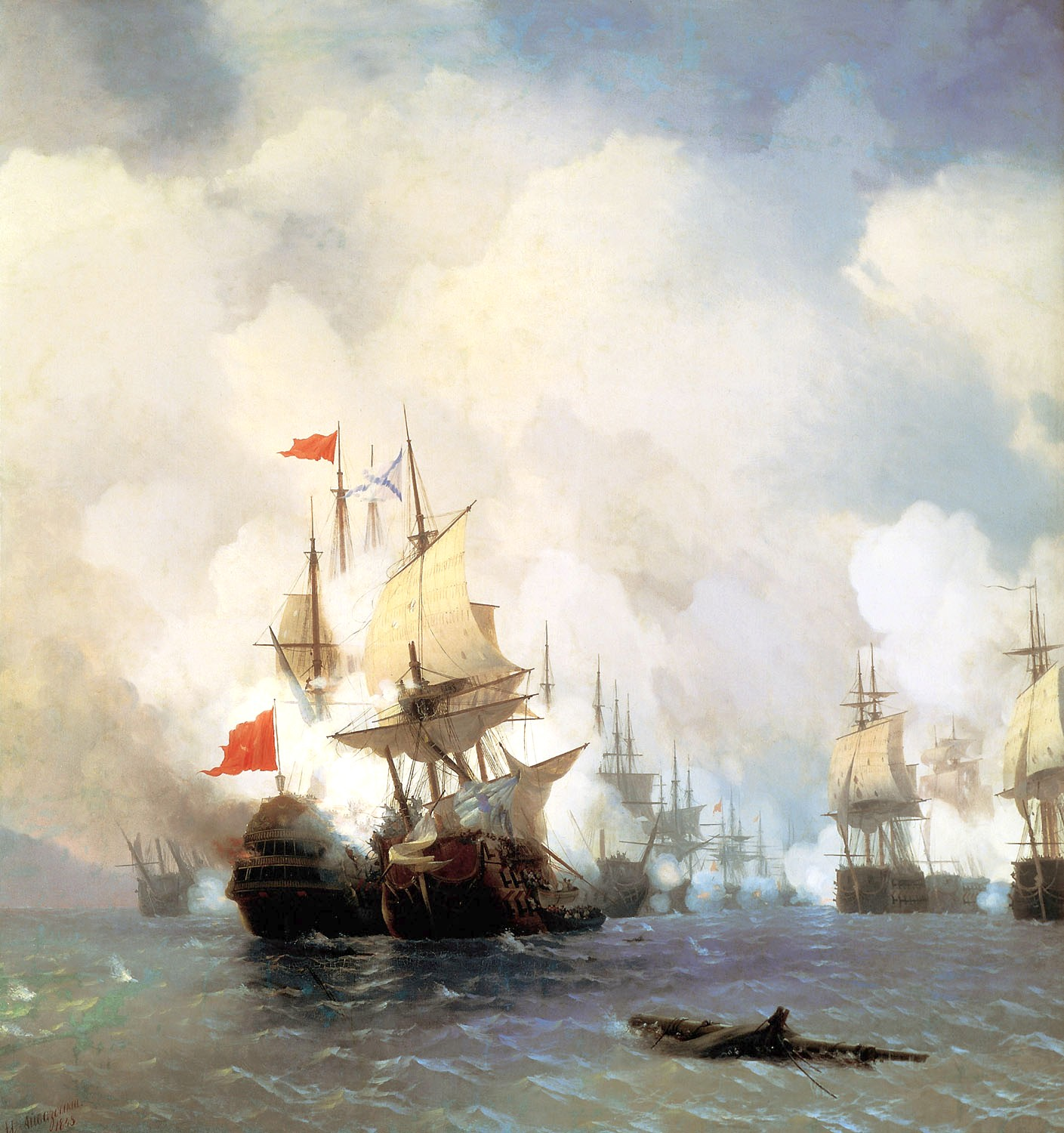
Иван Айвазовский, Хиосское сражение, 1770 (1848)

«Святой Иануарий», на котором служил лейтенант Кравков, входил в русскую линию баталии четвёртым по счёту, и первым кораблём в основной части линии (кордебаталии) под общей командой А. Орлова.
Как показывает Е. В. Тарле, в ходе сражения «Святой Иануарий», вместе с «Тремя Иерархами», атаковал громадный сто-пушечный корабль турецкого капитана-паши, так и называвшийся «Капитан Паша», и беспощадно обстреливал его, так, что Турки решили увести его прочь.
Возвращение в Россию и дальнейшие плавания
Из-за болезни, в мае 1771 г., генерал-аншеф А.Г. Орлов отправил лейтенанта Кравкова из Ливорно (Италия) сухим путём в С.-Петербург, где он был определён в береговую корабельную комиссию асессором.
В 1772 г. Кравков был командирован в Архангельск, причём ему были поручены в команду гардемарины морского корпуса. Из Архангельска он ходил до Ревеля. После этого, по приказу вице-президента адмиралтейской коллегии, графа И.Г. Чернышева, Кравков был командирован в Петербург, откуда снова был отправлен к Ревельскому порту.
По собственному желанию, Кравков был назначен в эскадру контр-адмирала С.К. Грейга, которая 2 ноября (21 октября) 1773 г. вышла из Кронштадта в Архипелаг путём Ревеля, Копенгагена, Портсмута, Ливорно и наконец в Архипелаг до Дарданелл.  Эскадра Грейга 22 (11) февраля 1774 года прибыла в Ливорно. После окончания войны эта эскадра 21(10) августа вышла в Аузу. После заключения мира с Турцией 10 (21) июля 1774 года, основные силы русского флота покинули Архипелаг. В 1775 году в Балтийское море вышли оставшиеся корабли.
Кравков был произведён в Капитан-лейтенанты 20.08.1775.
По возвращении в Кронштадт, в 1776 г. Кравков состоял в эскадре Грейга для экзерциций от Кронштадта до Красной Горки. В том же году его командировали в Азовскую флотилию.
После службы в эскадре Грейга в 1776 г., в 1777 г. ходил в Чёрное море на крейсирование между Суджук-Кале и Кафой.
В 1777 году, по случаю болезни (герния) уволен от службы и вышел в отставку с чином капитана 2-го ранга (07.01.1778). К своему прошению об отставке, Кравков приложил свидетельство от врачей о своём расстроенном здоровьи.  Ему тогда было 33 года.
Явившись в С.-Петербург хлопотать о пенсии, поскольку «очень бедствовал», при протекции графа Р. И. Воронцова определен заседателем во Владимирский верхний земский суд. В 1781 году заседатель верхнего земского суда Пензенского наместничества в том же чине.
Раскольники и арест

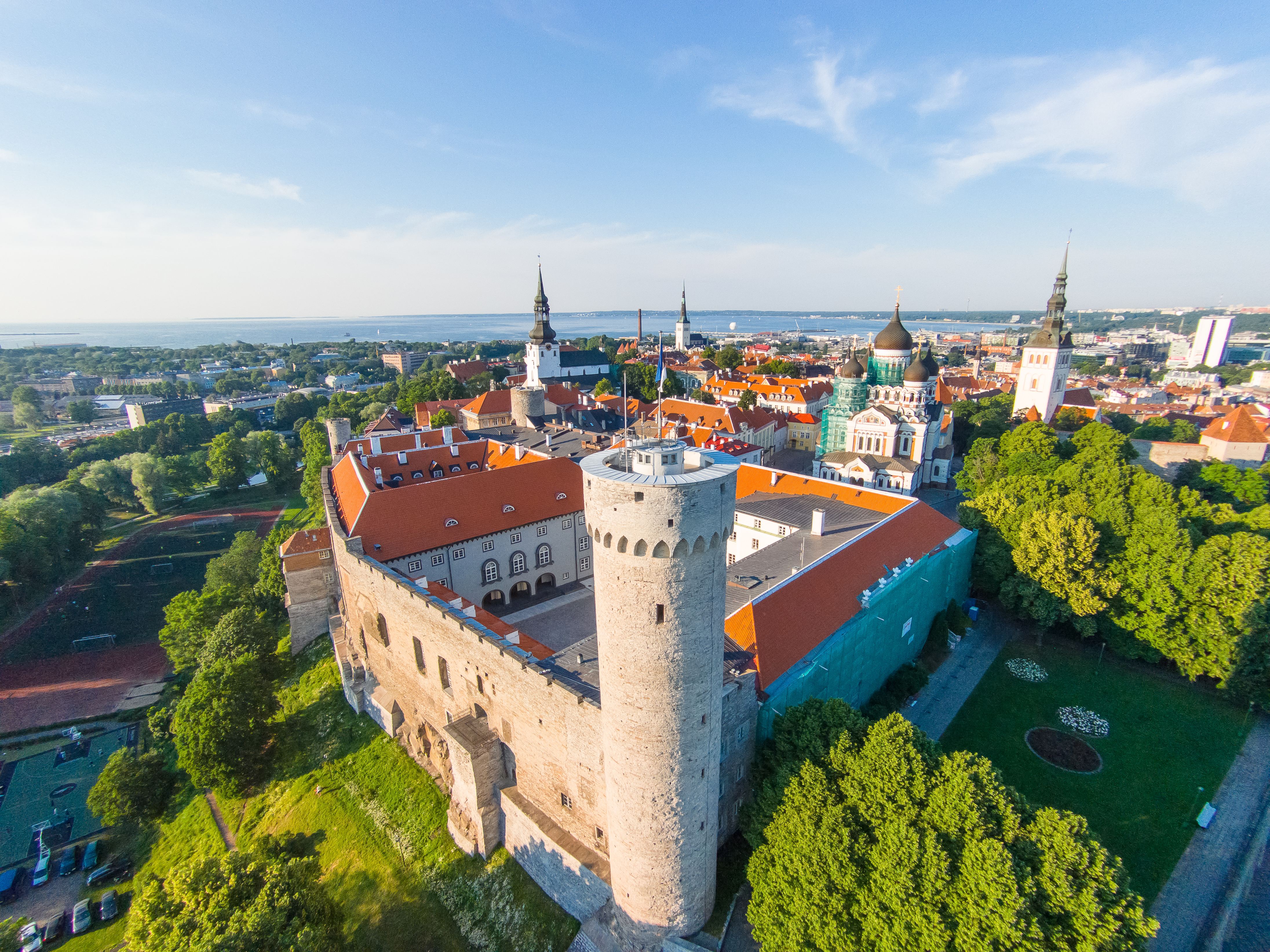
Ревельская крепость (замок Тоомпеа, Таллин)

Оставив службу, «попал в среду раскольников; некоторое время провел в скитах; в 1784 был задержан в Нижнем Новгороде, одетый в простое крестьянское платье и с бородой».
Раскольники в то время уже не подвергались никаким преследованиям; но дворянин, штаб-офицер, раскольник — это было явление столь необычное, что нижегородский ген.-губ. Ребиндер счел нужным донести об этом в Петербург и по приказанию кн. Вяземского Кравков был доставлен в Тайную Канцелярию. Здесь его долго усовещивали с той именно точки зрения, что неприлично просвещенному человеку следовать учению фанатиков и изуверов, людей совершенно непросвещенных. Кравков неохотно давал ответы, но стоял твердо на том, что он «не только духовенство, но и церковь не почитает, таинств принимать не желает»; он говорил, что его могут пытать и мучить, а ничего другого он не скажет и желает быть отпущенным за границу и там жить с раскольниками. Кравкова не пытали и не мучили, а он в течение двух почти месяцев, содержимый в Тайной Канцелярии, не сказал более ни слова. Не подействовали увещания митрополита Гавриила (в феврале 1785 г.). 17 февраля 1785 г. последовал указ, чтобы Кравкова, как человека, который «против звания своего делает поведением и жизнию своею нетерпимый в обществе соблазн», заключить в Ревельскую крепость, где, видимо, и скончался. По крайней мере, судя по списку заключённых в 1796 г., Евдоким Михайлович Кравков был ещё жив в том году, всё ещё занимая каземат в Ревельской крепости.

## Е. М. Кравков в Литературе
8 (20) мая 1884 г., великий русский писатель Граф Лев Николаевич Толстой отметил в своём дневнике: «Читал о Кравкове в Ист[орическом] вестн[ике]. Важно.»  
Лев Николаевич имел ввиду очерк Д. Л. Мордовцева «Социалист прошлого века» («Исторический вестник», 1884, № 1, 2) — о Е. М. Кравкове, заточенном по распоряжению Екатерины II в Ревельскую крепость.

## Награды
|  | Медаль «В память сожжения при Чесме турецкого флота»                                |
|  | Медаль в честь графа Алексея Григорьевича Орлова от Адмиралтейств-коллегии, 1770 г. |

## Архивные материалы
РГАДА. Ф. 286. Оп. 1. Д. 499 (Сказка, 1760); РГА ВМФ. Ф. 212. Оп. 11. 1761 год. Д. 7 (Список МШКК 1761); Оп. 1. Д. 109 (Списки офицеров флота, 1770); Ф. 406. Оп. 7. Д. 3 (ПС 1769), д. 4 (ПС 1772); Адрес календарь, 1781; ОМС. Ч. 4; Коргуев; РБС.